# A szökés (5. évad)
Hétéves kihagyás után folytatódik A szökés sorozat az 5. évaddal, ami a "Resurrection", azaz "Feltámadás" címen fut, ez Michael visszatérésére utal.
A premier 2017. április 4-én volt.  A magyarországi vetítés április 6-án kezdődött. Több régi szereplő visszatér, mint Wentworth Miller, Dominic Purcell, valamint Amaury Nolasco, Paul Adelstein, Robert Knepper, Rockmond Dunbar és Sarah Wayne Callies, és új karakterek is felbukkannak.
2015 augusztusában kezdték meg a tárgyalásokat a folytatásról, majd ezeket 2016 januárjában jóváhagyták és azon év áprilisában el is kezdődött a forgatás amerikai és afrikai helyszíneken. A sorozatot kilencrészesre tervezték, az alkotók elmondása szerint rendes befejezést adnak a történetnek. Kezdetben úgy tervezték, ha sikeres lesz a sorozat, akkor folytatni fogják, de végül a rendező azt nyilatkozta, hogy "kifogyott az ötletekből és nem tudna új történetet kitalálni a régi szereplőkkel", így törölték a folytatás lehetőségét.

## Forgatás
2016 áprilisában kezdődött a forgatás Vancouverben, ahol Dominic Purcell majdnem meghalt a forgatáson, amikor egy kelléknek használt vasrúd a fejére esett, eltörte az orrát és súlyos fejsérülést okozott. Helikopterrel kórházba szállították, ahol felgyógyult. További forgatási helyszínek még Rabat, valamint két másik város Marokkóban: Casablanca és Quarzazate.
A sorozatot kilencrészesre tervezik és hét évvel a negyedik évad után játszódik.

## Cselekmény
Sara Tancredi új férjével, Jacobbal neveli Michaeltől született fiát, amikor egyszer csak felbukkan Zsebes és egy fotót ad át Lincolnnak, amin homályosan Michael ismerhető fel. A levélből kiderül, hogy Michael Jemen fővárosában, Szanaa-ban, egy Ogygia nevű börtönben raboskodik. Lincoln egyértelmű terve Michael megtalálása és megszöktetése, amihez C-Note és Sucre is csatlakozik.  Michaelnek más egykori cellatársai is a segítségére vannak. A csapatot szorítja az idő, mert polgárháború dúl az országon belül.

## Szereplők
- Wentworth Miller - Michael Scofield
- Dominic Purcell - Lincoln Burrows
- Sarah Wayne Callies - Sara Tancredi
- Amaury Nolasco - Fernando Sucre
- Robert Knepper - Theodore "T-Bag" Bagwell, Zsebes
- Rockmond Dunbar - Benjamin Miles "C-Note" Franklin
- Paul Adelstein - Paul Kellerman

## Mellékszereplők
- Augustus Prew - Whip
- Mark Feuerstein - Jacob Anton Ness / Poseidon
- Marina Benedict - Emily "A&W" Blake
- Rick Yune - Ja
- Steve Mouzakis - Van Gogh
- Inbar Lavi - Sheba
- Amin El Gamal - Küklopsz
- Kunal Sharma - Sid
- Faran Tahir - Jamil
- Christian Michael Cooper - Mike Scofield

## Epizódok
| # | Magyar cím | Eredeti cím         | Író                              | Rendező          | Hazai premier: PRIME | Eredeti premier: FOX |  |
| - | --- | ------------------- | -------------------------------- | ---------------- | -------------------- | -------------------- |  |
|   | |                     |                                  |                  |                      |                      |  |
| 1 | „ Ogygia” | „Ogygia”            | Nelson McCormic                  | Paul Scheuring   | 2017. április 6.     | 2017. április 4.     |  |
| 1 | T-Bag, vagyis Zsebes szabadul a Fox Riverből, amikor kap egy levelet, amiben homályosan, de kivehető Michael képe. Felkeresi Lincolnt, aki elmegy Sarah-hoz, aki fiával és új férjével él, de a nő nem hisz abban, hogy Michael még életben van, mivel halálosan beteg volt. Később egy robotkéz "beültetésére" kap ajánlatot amihez egy névtelen adományozó állja a műtét összegét. Lincoln azt tervezi, hogy kiássa testvére sírját, de az odavezető úton megpróbálják megölni. A sírt kiásva csak egy zakót talál. Ezen információval felhívja Sarah-t, akit időközben egy bérgyilkos próbál megölni, de a rendőrség megakadályozza a merényletet. Lincoln elmegy Jemenbe, ahova Franklin is vele tart (aki időközben áttért a muszlim hitre, és megtanult arabul). Itt újabb támadás éri őket, de elintézik a támadókat. Franklin segítője szerint az Ogygia börtönben van egy amerikai, akire illik Michael személyleírásra, viszont a börtönt felhívva nem tudják ezt igazolni nekik. Végül az internet és a Fox River adatbázisa segítségével rátalálnak egy Michael Scofield nevű emberre, de azt kell felfedezniük, hogy a nevével egy teljesen ismeretlen rabot láttak el, míg Michaelt el akarják tüntetni az összes adminisztratív adatbázisból. A börtönhöz érve se tudnak semmit a Scofield név hallatán, majd a börtönőrnek megmutatva a fotót, a Kaniel Outis névvel azonosítja a képen látható embert. Lincoln a temetőben talált zakóban a Kaniel Outis nevet látta, viszont Kaniel Outis egy terrorista, aki az Iszlám Állammal együtt meg akarta dönteni az ottani kormányt. Végre találkoznak a testvérek, de Michael azt állítja, ő nem az, akinek hiszik és nem is ismeri őket. A záróképen Michael arcán kivehető hogy csak "muszájból" tagadta le őket... |                     |                                  |                  |                      |                      |  |
|   | |                     |                                  |                  |                      |                      |  |
| 2 | „ Kaniel Outis” | „Kaniel Outis”      | Paul Scheuring                   | Maja Vrvilo      | 2017. április 13.    | 2017. április 11.    |  |
| 2 | Michael és cellatársai a szökési tervüket tesztelik, de nem jutnak a végére, mivel a kinti emberük nem teljesíti feladatát, miszerint ki kellene kapcsolnia az áramot, így sötétségbe borulna a börtön. Lincolnék egy kódolt üzenetet kapnak tőle, hogy találják meg a Fény Sejkjét. Franklin egyik kapcsolata, Sheba segítségével megfejtik az üzenetet, miszerint a helyi villamos művek igazgatóját kell megtalálniuk. Sarah-nak bizonyítékként elküldi testvére a Michael-ről készített videót, aki ezzel elmegy a helyi kormányügynökséghez, ahol Kellerman fogadja. A férfi megmutat neki egy körözési adatlapot, miszerint Michael Kaniel Outis néven van nyilvántartva, és még egy felvételt is mutat neki, ahol megöl egy CIA tisztviselőt. Michael cellatársától szerez mobilt és bankkártyát, majd ezek segítségével üzenetet küld Sarah-nak azzal a szöveggel, hogy bújjanak el, mert "vihar közeleg". Lincolnék kiszabadítják az ISIL által megszállt külvárosból a mérnököt és annak lányát, valamint pár gyereket. A mérnök leadja a jelet, ami két rövid áramkimaradás, ezzel jelezve, hogy indulhat a szökés és majd az adott időben kialszanak a fények a börtönnél. A magánzárkás lázadó elítélteket, köztük Abu Ramalt, a helyi ISIL vezetőjét kiengedik a Ramadán idejére. Michael cellatársa szerint ha ők átveszik a hatalmat, a börtönben mindenkit megölnek kedvük szerint. A záróképben azt látjuk, hogy Ramal és Michael közeli barátok és a vezető is tud a szökési tervről... |                     |                                  |                  |                      |                      |  |
|   | |                     |                                  |                  |                      |                      |  |
| 3 | „A hazug ” | „The Liar”          | Josh Goldin és Rachel Abramowitz | Maja Vrvilo      | 2017. április 20.    | 2017. április 18.    |  |
| 3 | Michaelék a célegyenesbe érve problémákkal szembesülnek. Társai kétségbe vonják megbízhatóságát amiért az ISIL fejét is ki akarja szabadítani. Michael elmondja hogy egy bizonyos Poseidon nevezetű ismeretlen bízta meg ezzel, de ennek 4 éve már. Linc eközben hamis útleveleket próbál szerezni magának és testvérének Sheba segítségével, de becsapják őket. Kiderül az is hogy T-Bag robotkarját valójában Michael finanszírozta. Sarah észreveszi hogy telefonját feltörték az ujjlenyomata segítségével, ez a valaki csak Kellerman ügynök lehetett amikor nála járt. A szökés elkezdődik de Michael becsapja Ramalt, de ő és az emberei ezt nem hagyják annyiban. Michaeléket végül elfogják és magánzárkába dugják őket. Az epizód végén Michael videóüzenetben elmondja Sarah-nak, hogy szereti és ez az egész eltűnése mind érte volt. |                     |                                  |                  |                      |                      |  |
|   | |                     |                                  |                  |                      |                      |  |
| 4 | „The Prisoner's Dilemma ” | „A rabok dilemmája” | Guy Ferland                      | Michael Horowitz | 2017. április 27.    | 2017. április 25.    |  |
| 4 | Az ISIL emberei elfoglalják a várost és Ramal kiszabadítása a céljuk. Emiatt a börtön őrei elmenekülnek és az ottani rabok magukra maradnak. Tervük, hogy Ramalt elfogva tárgyaljanak a szervezettel az életükért cserébe, de eközben a magáncellákban Michael és társai Ramalra vannak utalva a szabadulásuk érdekében. Sarah és T-Bag úgy vélik Kellerman maga Poseidon ezért a férfi betör Kellermanhoz. Az ügynök elmeséli hogy Poseidon egy volt CIA-s, aki ha kell terroristákat és egyéb lázadó csoportokat pénzel tervei eléréséhez. Ezután Poseidon emberei megölik Kellermant, T-Bag pedig elmenekül. Michaelék kijutnak, de Ramal átveri őket, majd egyik társuk és Lincoln segítségével megölik a vezért, amit később a TV is közvetít. |                     |                                  |                  |                      |                      |  |
| 5 | „Contingency ” | „Lehetőség ”        | Guy Ferland                      | Vaun Wilmott     | 2017. május 4.       | 2017. május 2.       |  |
| 5 | T-Bag lefotózza a bérgyilkosokat és magát Poseidont is, akiről kiderül hogy Sarah férje az. Később a férj elmondja, hogy csak pénzt akart kínálni nekik, hogy hagyják őket békén, majd a két gyilkost letartóztatják. Franklin, Sheba és családja a repülőtérre tartanak, de az ISIL már elfoglalta a helyet így egy pilóta segítségével egy reptéren kívüli géppel készülnek a felszállásra. Linc kiszedi testvérből mi történt vele: elmondja hogy házassága után Poseidon felkereste és megzsarolta hogy életük végéig börtönben lesznek ha nem dolgozik neki, mivel Kellermannak sosem volt joga felmentést adni nekik. Feladata, hogy bizonyos embereket ki kell szabadítania börtönökből, legyen az terrorista, politikai bűnöző, bárki akit Poseidon fel tud használni terveihez. Michaelék vasúton hagynák el az országot, de a terroristák rájuk találnak, ezért úgy döntenek, a reptérre kell menniük, de Franklinéket kezdi bekeríteni az ISIL, így Michaeléket hátrahagyva felszállnak a repülővel... |                     |                                  |                  |                      |                      |  |
|   | |                     |                                  |                  |                      |                      |  |
| 6 | „1 Phaeacia* ” | „Phaeacia ”         | Kevin Tancharoen                 | Michael Horowitz | 2017. május 11.      | 2017. május 9.       |  |
| 6 | A bérgyilkosok hamar szabadlábra kerülnek, a Poseidon által letett óvadék miatt. Sheba és a többiek kijutottak az országból és az USA-ba tartanak. Michaelék Omar segítségét kérik, aki tud egy utat egy Phaeacia nevű kis faluba. Útközben A&W és Van Gogh, a két bérgyilkos drón segítségével megfigyelik őket a sivatagban és rájuk küldik a ISIL embereit. Michael eközben egy ismeretlennek képet küld magáról és a tetoválásairól. A lázadókat egy tartálykocsi felrobbantásával kiiktatják, de Omar életét veszti. Később Küklopsz, a félszemű ISIL tag követi őket, így kétfelé válnak. Linc a többiekkel el is jut a faluba, Michaelt pedig Küklopsz követi, amíg egy verekedés során Michael kiszúrja a férfi másik szemét, aki viszont egy késsel megsebzi, így megmérgezi őt. Michael ezután a sivatagban gyalog próbál a Linc által hagyott nyomokra bukkanni és végül eljut a faluba, ahol viszont nincs orvos... |                     |                                  |                  |                      |                      |  |
|   | |                     |                                  |                  |                      |                      |  |
| 7 | „2 Wine Dark Sea ” | „Borsötét tenger ”  | Kevin Tancharoen                 | Vaun Wilmott     | 2017. május 18.      | 2017. május 16.      |  |
| 7 | Michael állapota életveszélyes, egy szállodában fekszik Krétán, ahol találkozik vele Sarah, aki stabilizálja, és saját magától vért ad neki. A nő megmutatja telefonján a fiát; Michael az egyik képen Sarah férjében felismeri Poseidont. A nő hazautazik, eljátssza, hogy nem tud semmit, de közben fiát egy barátnőjénél helyezi el. Michael és a többiek Sucre segítségével egy teherhajón utaznak vissza az USA-ba. A CIA-tól egy másik ügynök találkozik a két bérgyilkossal, hogy kérdőre vonja őket a sivatagi akciójuk miatt, de megölik őt. A hajó kapitánya 50.000 dollárt kér, amit egy kétszer annyit érő gyűrűvel egyenlítenek ki, de a kapitány megtudja, kik az utasai, így riasztja a haditengerészetet, akiknek feladata kiiktatni Kaniel Outist. A csapat túljár az eszükön és a navigációs berendezést elrontva nemzetközi vizek felé kormányozzák a hajót. A diplomáciai összetűzés elkerülése miatt a haditengerészet csapata elhagyja a hajót. Poseidon ezt megtudva egy ismeretlent felhív és egy "közös érdekre" hivatkozik, rögtön ezután egy rakétát lőnek ki a hajóra. A zárásban Sarah fegyverrel támadja le férjét, aki időközben kicselezte és egyik bérgyilkosát a barátnő lakására küldte, ahol túszul ejti a nőt és Sarah fiát. |                     |                                  |                  |                      |                      |  |
|   | |                     |                                  |                  |                      |                      |  |
| 8 | „Progeny ” | „ Utódok”           | Nelson McCormick                 | Michael Horowitz | 2017. május 25.      | 2017. május 23.      |  |
| 8 | A csapatot a rakétatámadás után egy hajó felveszi és eljutnak Marseille-be. Michael üzen Sara-nak, de a válaszüzenetekből rájön, hogy baj lehet és vissza akar menni az USA-ba. Ez nehézkes, mivel körözik. Linc elmondja, hogy az elmúlt években Sofiával elváltak és ő John Abruzzi fiának, Luca-nak dolgozik csempészként. Viszont tartozik neki, mert lopott a csempészáruból, amit szállítania kellett. Elhitetik vele, hogy fizetnek, ha biztosít nekik egy gépet, de átverik, mivel Franklin és Sheba DEA ügynöknek öltöznek be és Luca-t letartóztatással fenyegetik. Később azonban rájönnek és a csapat után erednek. Franklin kiszáll a játszmából biztonsága érdekében. Michael a cellatársát, Whipet egy adott helyre küldi, ahol egy tóból valamilyen csomagot vesz ki. Később T-Bag várja és elárulja, hogy ő az apja és Michael rájött erre, ezért választotta Whipet társnak. Michael és Lincoln elmennek Sara otthonába, ahol csak egy a fia által készített rajzot találnak, amiből apja rájön, hogy egy térkép. El is jutnak a célponthoz. Lincet itt megtalálják Luca-ék, majd lelövik. Michael bejut a házba, de kiderül, hogy fia semmilyen térképet nem rajzolt, Jacob átverte a férfit, majd ekkor az egyik bérgyilkos megjelenik és lövést ad le, de nem látható, kire. |                     |                                  |                  |                      |                      |  |
|   | |                     |                                  |                  |                      |                      |  |
| 9 | „ Behind the Eyes” | „A szemek mögött ”  | Nelson McCormick                 | Paul Scheuring   | 2017. június 1.      | 2017. május 30.      |  |
| 9 | Az előző rész zárásával kezdődnek az események. Sarah helyett Emily Blake, a női bérgyilkos foglalt helyet a szobában, de mielőtt Michaelt lelőtte volna, Van Gogh közbelép, mert neki már nem tetszenek Poseidon tettei és válaszokat akar. Emily némi habozás után őt lövi meg, Michaelék elmenekülnek majd Lincet kórházba viszik, Mike-ot viszont Jacob elrabolja. A sorozat kezdetén Michael levelet küldött T-Bagnek, mert csak ő róla nem gondolta Jacob, hogy segítene neki. Emiatt neki kell megölnie a férfit. Később Linc elhagyja a kórházat és Van Gogh-ról kiderül, hogy él, de épp állapota kritikus. Linc sérülten elmegy Luca-hoz a rendőrökkel együtt és elkapják. A kórházban Sarah a bérgyilkos segítségét kéri aki megadja neki hol van a Mike, majd kéri hogy segítse át a halálba. A fiút megtalálják Jacob egyik informatikusánál akit Linc segítségével elkapnak. Michael bejut Jacob titkos irodájába és elvesz egy merevlemezt, majd találkozik vele és cserét ajánl: a merevlemez Mike-ért. Michael lefegyverezi Jacobot, de Emily színre lép. Megjelenik Whip és T-Bag is, de Whip-et a nő megöli. Közben Jacob ráhívja az FBI-t is a csapatra. Ezután Michael kénytelen átadni a merevlemezt, és elvezeti a tárgy rejtekhelyére. T-Bag lefegyverezi fia gyilkosát és eltöri a nyakát, miközben megjelenik az FBI és T-Bag-et letartóztatják. Michael közben hívást kap, hogy a fia biztonságban van, így nincs értelme átadni a merevlemezt, ezután menekülésre kényszerül. Jacob lelövi a férfit, de kiderül ez a végső nagy terv része volt: Whip és apja korábban egy férfihez mentek akit Michael egyszer régen kiszabadított képessége miatt, és aki élethű másolatokat tud megépíteni szinte bármiről, akár képről, videóról. Ezt felhasználva a Jacob által elkövetett gyilkosságot újra kreálva megépíti a helyszín mását és Michael is beköltözik a megölt CIA-os helyettesnek. A fegyverben vaktöltények voltak így Michael sértetlen marad. Az így készült bizonyítékot felhasználják miután Michaelt és Jacobot elfogják. Michaelt felmentik és visszakapja régi életét. Ő, Sarah, a fiuk, valamit Linc és Sheba együtt vannak. Michaelnek felajánlja az CIA, hogy dolgozzon nekik, de ő inkább a szabad életet választja. A záróképeken Jacobot látjuk a Fox Riverben akinek a cellatársa T-Bag lett, és aki azonnal elkezdi a férfi terrorizálását. |                     |                                  |                  |                      |                      |  |
|   | |                     |                                  |                  |                      |                      |  |

1 Phaeacia vagy más néven ''Scheria'', egy sziget a görög mitológiában. Homérosz az Odüsszeia című eposzban említi meg Odüsszeusz utolsó állomásaként, mielőtt hazatér.
2 A "Borsötét tenger" szintén utalás Homéroszra, aki ezt a jelzőt használta műveiben.
Ezek mind hasonlatok Michaelre, aki hasonló utat jár be mint Odüsszeusz. (felesége otthon, hosszú, és veszélyes hazaút, amiben társai segítik)